# Anton Legner
Anton Legner (* 28. srpna 1928, České Velenice) je německý historik umění-medievalista sudetoněmeckého původu. Dvacet let byl ředitelem Schnütgenova muzea v Kolíně nad Rýnem, je autorem mnoha publikací o středověkém umění v Porýní a byl organizátorem několika výstav o gotickém umění, z nichž výstava Parléřové a krásný sloh 1350-1400 z roku 1978 měla průlomový význam pro česko-německou spolupráci při výzkumu parléřovského umění vrcholné gotiky.

## Život
Anton Legner se narodil jako syn českovelenického hoteliéra Antona Legnera staršího. Po otcově odchodu na odpočinek od roku 1932 vyrůstal v Praze, kde nastoupil do německého gymnázia. Jako patnáctiletý student německé národnosti povinně narukoval do wehrmachtu a byl odvelen na západní frontu, kde téhož roku upadl do zajetí a ve Francii strávil dva roky jako francouzský válečný zajatec. Po skončení války byla rodina vysídlena do západního Německa, kde Anton dostudoval gymnázium a v roce 1947 v Mühldorfu složil maturitní zkoušku. Dále vystudoval dějiny umění a klasickou archeologii; studia začal na Filozoficko-teologické univerzitě v Pasově, pokračoval na Univerzitě v Řezně a v letech 1950–1954 na univerzitě ve Freiburgu im Breisgau, kde v roce 1954 získal doktorát pod vedením profesora Kurta Baucha, u něhož zůstal jako jeho asistent. Poté se stal kurátorem a vědeckým pracovníkem muzea Liebieghaus ve Frankfurtu nad Mohanem, také jeho ředitelem. V letech 1970–1990 byl ředitelem Schnütgenova muzea v Kolíně nad Rýnem. V té době se jako vědecký pracovník zabýval architekturou a zejména sochařstvím rodiny Parléřů ve středoevropském kontextu a stal se iniciátorem a organizátorem několika výstav o gotickém umění. Z nich výstava Parléřové a krásný sloh 1350-1400 z roku 1978 měla průlomový význam pro česko-německou spolupráci při výzkumu parléřovského umění vrcholné gotiky a vedla k navázání spolupráce i osobních styků s českými historiky umění, například s Dobroslavem Líbalem, Karlem Otavským, Jiřím Spěváčkem či Emanuelem Pochem, které pozval v roce 1979 na kolokvium k témuž projektu. Ve spolupráci s prof. Ferdinandem Seibtem pak udržoval vědeckou i výstavní spolupráci s českými kolegy.

## Ocenění
V roce 1980 obdržel Záslužný řád Spolkové republiky Německo a v roce 1991 Řád za zásluhy spolkové země Severní Porýní-Vestfálsko.

## Publikace (výběr)
- Salzburger und Passauer Bildnerei zur Zeit Leinbergers und der Donauschulmaler. Univerzita Freiburg im Breisgau, disertace obhájená 16. prosince 1954.
- Schnütgen-Museum Köln. Schnell & Steiner, München-Zürich 1971, ISBN 3-7954-0564-5.
- Editor a jeden z autorů: Die Parler und der schöne Stil 1350-1400. Europäische Kunst unter den Luxemburgern. Katalog der Ausstellung. 3 svazky. Schnütgen-Museum, Köln 1978.
- Editor a jeden z autorů: Die Parler und der schöne Stil 1350-1400. Europäische Kunst unter den Luxemburgern. Das internationale Kolloquium vom 5. bis 12. März 1979. Schnütgen-Museum, Köln 1980.
- Editor a jeden z autorů: Ornamenta ecclesiae. Kunst und Künstler der Romanik. Katalog zur Ausstellung des Schnütgen-Museums in der Josef-Haubrich-Kunsthalle. Ausstellungskatalog, 3 svazky. Greven & Bechtold, Köln 1985, Šablona:DNB.
- Editor a jeden z autorů: Reliquien. Verehrung und Verklärung, Skizzen und Noten zur Thematik und Katalog zur Ausstellung der Kölner Sammlung Louis Peters im Schnütgen-Museum. Schnütgen-Museum, Köln 1989.
- Rheinische Kunst und das Kölner Schnütgen Museum. Verlag Greven, Köln 1991, ISBN 3-7743-0264-2.
- Romanische Kunst in Deutschland. Hirmer, München 1996, ISBN 3-7774-7340-5.
- Kölner Heilige und Heiligtümer. Verlag Greven, Köln 2003, ISBN 3-7743-0335-5.
- Der Artifex. Künstler im Mittelalter und ihre Selbstdarstellung. Eine illustrierte Anthologie. Greven, Köln 2009, ISBN 978-3-7743-0420-8.
- Editor a autor: Kölner Reliquienkultur: Stimmen von Pilgern, Reisenden und Einheimischen. Verlag Greven Köln 2017, ISBN=978-3-774-30613-4
- Faszination Bergkristall. Kölner Erinnerungen. Verlag Greven, Köln 2021, ISBN 978-3-7743-0934-0.